# بخش ترنتون (شهرستان دلاور، اوهایو)
بخش ترنتون (به انگلیسی: Trenton Township) یک منطقهٔ مسکونی در ایالات متحده آمریکا است که در شهرستان دلاویر، اوهایو واقع شده‌است.
 بخش ترنتون ۶۸٫۸ کیلومتر مربع مساحت و ۲٬۱۹۰ نفر جمعیت دارد و ۳۲۲ متر بالاتر از سطح دریا واقع شده‌است.